# Busuiocul cerbilor

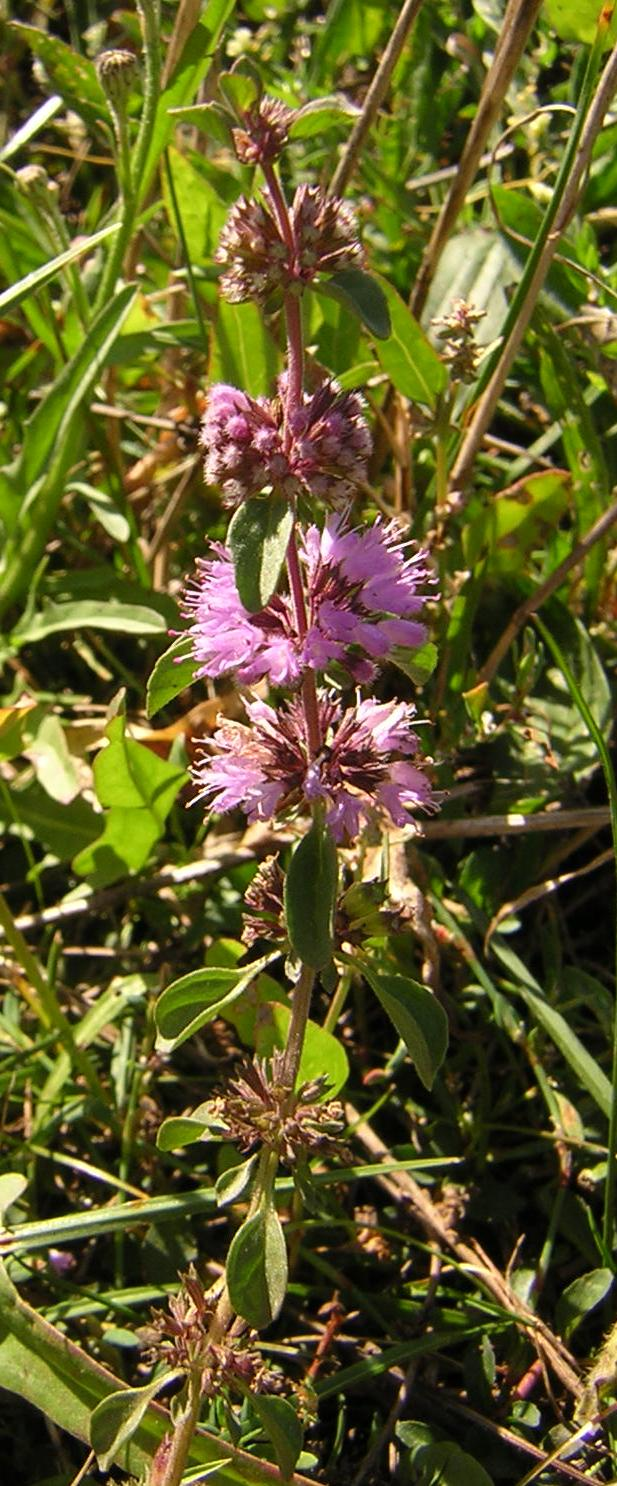

Busuiocul cerbilor (Mentha pulegium) este o plantă erbacee din familia Lamiaceae, una din speciile de mentă ale florei spontane din Europa, nordul Africii și vestul Asiei. Este cultivată în unele zone ca plantă aromatică, datorită aromei puternice de mentă a frunzelor sale. Conține tanin și uleiuri volatile (pulegonă, mentonă, piperitonă). Uleiul esențial extras din plantă se folosește în aromoterapie. În popor se utilizează și ca insecticid împotriva puricilor. Este bogat în pulegonă, o substanță toxică volatilă care stimulează activitatea uterului. Medicina populară folosește planta pentru efectul emenagog și abortiv.